# Chechar
Chechar è un comune dell'Algeria, situato nella provincia di Khenchela.